# Philippa Baker
Philippa June Baker, nach Heirat Hogan, (* 12. Juni 1963 in Kaiapoi) ist eine ehemalige neuseeländische Ruderin. 

## Werdegang
Philippa Baker begann als Leichtgewichts-Ruderin. Im Leichtgewichts-Einer belegte sie bei den Weltmeisterschaften 1986 den vierten Platz, es folgten der fünfte Platz 1987 und der vierte Platz 1988. Bei den Weltmeisterschaften 1989 trat sie mit Linda de Jong im Leichtgewichts-Doppelzweier an und gewann die Silbermedaille hinter dem Boot aus den Vereinigten Staaten. 1991 siegte Philippa Baker im Leichtgewichts-Einer. 
1992 bildeten Brenda Lawson und Philippa Baker einen Doppelzweier ohne Gewichtsbeschränkung. Die beiden Neuseeländerinnen erreichten bei den Olympischen Spielen in Barcelona den vierten Platz mit etwa anderthalb Sekunden Rückstand auf die drittplatzierten Chinesinnen. Bei den Weltmeisterschaften 1993 gewannen Lawson und Baker den Titel vor den Deutschen und den Bulgarinnen. 1994 verteidigten die beiden ihren Titel vor den Kanadierinnen und den Deutschen. 1995 siegten die Kanadierinnen vor den Niederländerinnen, Lawson und Baker gewannen die Bronzemedaille. Bei den Olympischen Spielen 1996 in Atlanta erreichten die beiden Neuseeländerinnen noch einmal das Finale, kamen dort aber nur auf den sechsten Platz.
Philippas ältere Schwester Erin Baker (* 1961) war Triathletin und gewann 1987 und 1990 den Ironman Hawaii.